# Sebastian Brock
Sebastian Paul Brock, född 1938 i London, är en syrolog. Han fullgjorde sin filosofie doktorsexamen vid Oxfords universitet.